# Зубарь, Виктор Владимирович
Виктор Владимирович Зубарь (15 августа 1923 — 3 сентября 1994) — советский и украинский поэт, драматург, с 1963 года — член Национального союза писателей Украины.

## Биография
Виктор Зубарь родился 15 августа 1923 в селе Польный Алексинец.
Был участником Великой Отечественной войны, служил в 1077-м стрелковом Краснознамённом ордена Богдана Хмельницкого полку 316-й стрелковой Темрюкской дважды Краснознамённой дивизии.
После войны, в 1947 году окончил фельдшерско-акушерскую школу в Киеве. Работал в сёлах Западной Украины, а с 1956 года постоянно проживал в селе Витилевка, Кицманский район, Черновицкая область.
Первые стихотворные работы автора опубликованы в областной газете «Красная граница» в 1937 году. Обвинялся в национализме, подвергался критике компартийными функционерами отделения Союза писателей на Буковине. Был запрет на публикацию его произведений в печати и в издательствах. Виктор Зубарь был активным общественным деятелем, одним из первых членов «Просвиты» Буковины, украинским патриотом.
Во время перестройки организовал ячейку «Просвиты» в своём селе Витилевка.
Талант Виктора Зубаря высоко оценивал другой писатель Максим Рыльский. Он является автором многих поэтических книг, драмы-феерии «Дочь ветра» и либретто одноимённой оперы, музыку к которой написал композитор Юлий Мейтус. Перевёл на украинский язык ряд стихотворений Н. Лабиша (Румыния) и Н. Хикмета (Турция). Основные мотивы произведений — любовь к Буковине, карпатской природе, духовный мир человека, любовь.
Виктор Владимирович Зубарь умер 3 сентября 1994 года.
Посмертно отмечен Литературной премией имени Дмитрия Загула.
В 1995 году в знак почтения творческой и общественной деятельности Виктора Зубаря Кицманьский районный совет по предложению общественности основал литературно-художественную премию его имени.

## Работы
- Пагіння. К., 1959;
- Синьогори. К., 1967;
- Живокість-зілля: Драм. легенда. К., 1969;
- Гірський потік. Уж., 1978;
- Листям і росою. Уж., 1983;
- До батька Тараса. Чц., 1993;
- Пролісок: Вірші для дітей. Городок, 1996;
- Легенда про дерева: Легенда, балади, казки. Городок, 2007.